# Nielegalne pozyskiwanie zabytków archeologicznych w Bułgarii

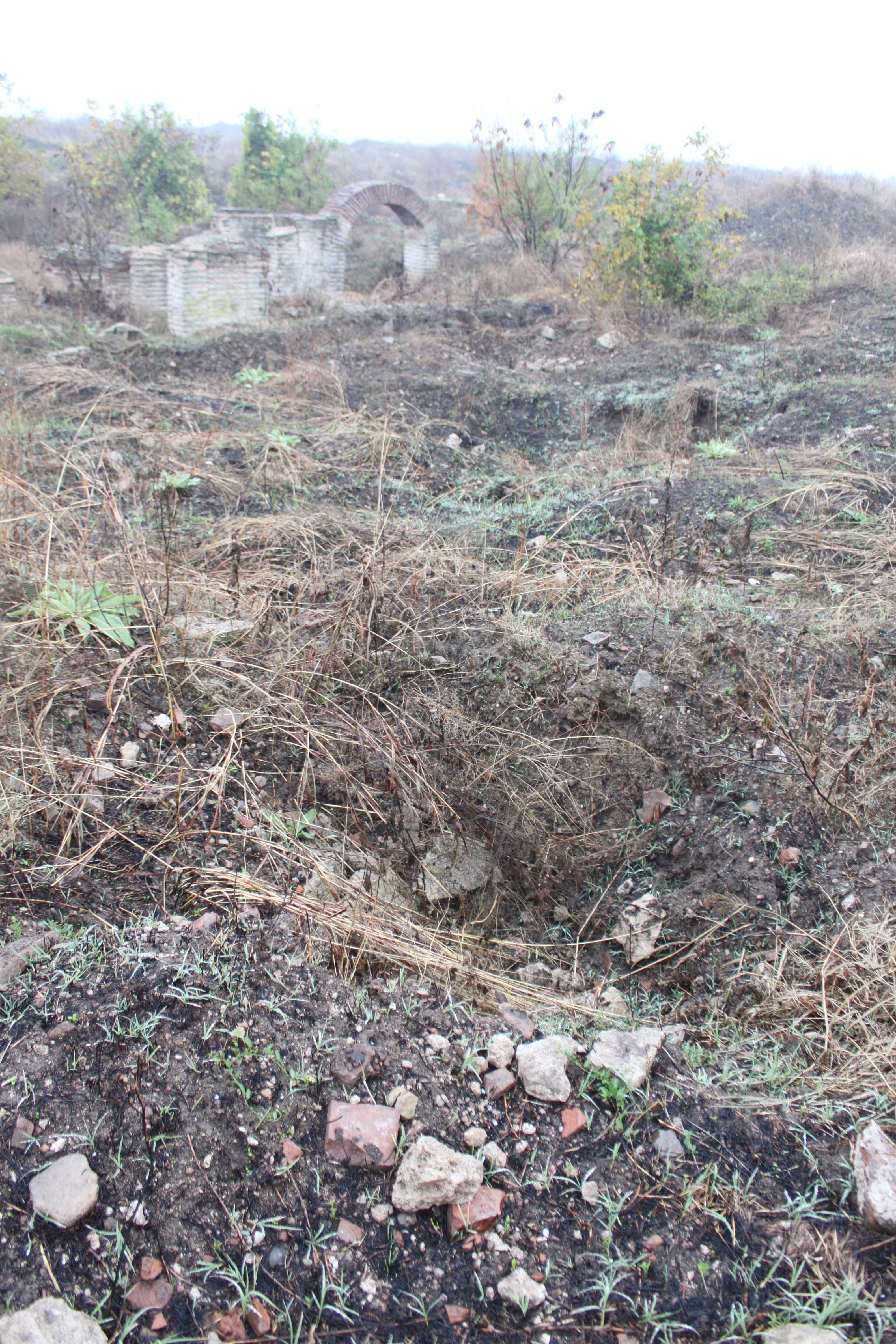
Ratiaria jest popularnym celem poszukiwaczy-amatorów; w tle fragmenty rzymskich zabudowań odkrytych w latach 80. XX wieku

Nielegalne pozyskiwanie zabytków archeologicznych w Bułgarii – jeden z poważnych problemów dziedzictwa kulturowego tego państwa.
Bułgaria, znana ze swojego dziedzictwa archeologicznego, będącego pozostałością po Trakach, Rzymianach, Bizantyjczykach i Osmanach, jest celem licznych nielegalnych wykopalisk i nielegalnego handlu antykami.
Na terenach współczesnej Bułgarii, położonej na rozdrożu pomiędzy Azją Mniejszą a Europą, można znaleźć pozostałości prehistorycznych osad (np. Sołnicata), trackich kurhanów (np. Dolina Trackich Królów), greckich kolonii na wybrzeżu Morza Czarnego (np. Mesembria), rzymskich osad i fortyfikacji (np. Novae) czy struktur osmańskich (np. Aquae Calidae). Pod względem bogactwa archeologicznego, w Europie Bułgarię wyprzedzają tylko Włochy i Grecja.
Szacuje się, że w Bułgarii nielegalnymi poszukiwaniami zabytkowych przedmiotów zajmuje się od 100 do 300 tys. osób, zaś roczny przychód z tego tytułu jest szacowany na 1 mld USD.
Chociaż proceder ten uległ nasileniu po przemianach gospodarczych i związanym z nimi wzroście bezrobocia na początku lat 90. XX wieku, jego współczesne korzenie sięgają lat 70. XX wieku, kiedy to aparat władzy wykorzystywał swoją pozycję i narzędzia (m.in. milicję, służby specjalne i wojsko) do wydobywania cennych artefaktów i ich dalszej, nielegalnej sprzedaży.

## Poszukiwacze
Współcześnie największą grupę poszukiwaczy stanowią drobni poszukiwacze, używający w swojej pracy wykrywaczy metali, łopat i kilofów, którzy swoje znaleziska sprzedają lokalnym pośrednikom. Drugą grupę poszukiwaczy stanowią pasjonaci, dla których szukanie jest dodatkowym zajęciem, poza regularną karierą zawodową; zdarza się, że do swojej pracy używają oni ciężkiego sprzętu, takiego jak koparki. Trzecią, najmniejszą grupę poszukiwaczy stanowią profesjonaliści, którzy używają wysokiej klasy sprzętu skanującego i profesjonalnych koparek.
Poszukiwaniami zajmują się zarówno lokalni mieszkańcy, jak i osoby przyjeżdżające specjalnie w tym celu z zagranicy.
Georgi Kitow, bułgarski archeolog i trakolog, uważał, że jedynym sposobem, żeby ocalić bułgarskie artefakty dla nauki jest wyprzedzenie poszukiwaczy poprzez stosowanie ciężkiego sprzętu także na oficjalnych (legalnych) stanowiskach archeologicznych.

## Odbiorcy
Odbiorcami końcowymi skradzionych przedmiotów są kolekcjonerzy w Europie Zachodniej, USA, Japonii i na Bliskim Wschodzie; zdarza się, że są nimi także lokalni, bułgarscy klienci. Bułgarscy biznesmeni posiadają kolekcje sztuki na poziomie muzealnym, w skład których, jak otwarcie przyznają, wchodzą przedmioty zakupione od „poszukiwaczy skarbów”. Biznesmen Wasil Bożkow – posiadacz dużej kolekcji sztuki trackiej – uzasadnia zakupy od poszukiwaczy, mówiąc, że w ten sposób chroni przedmioty przed wywozem poza granice Bułgarii (tzw. „zakupy ratunkowe”).
Przedmioty zrabowane w Bułgarii pojawiają się na aukcjach w Sotheby’s i Christie’s; przedmioty nie zawsze są odzyskiwane.

## Rys prawny i odbiór społeczny
Historycznie, kwestie ochrony dziedzictwa są w Bułgarii regulowane od 1890 roku; dłużej niż w Austrii (od 1903 roku) czy we Włoszech (od 1908 roku).
Współcześnie, w ramach bułgarskiego systemu prawnego, kwestie nielegalnego handlu, eksportu dzieł sztuki i kwestie mienia kulturowego regulują: ustawa o dziedzictwie kulturowym (2009) i ustawa o ochronie i rozwoju kultury (2013). W latach 2000. rząd bułgarski, w celu rejestracji znanych artefaktów, ogłosił amnestię dla kolekcjonerów; swoje kolekcje upubliczniło, i jednocześnie skorzystało z amnestii, około 200 osób.
W przypadku drobnych poszukiwaczy rzadko dochodzi do aresztowań; sprawy, które trafiają przed sąd, kończą się wyrokami w zawieszeniu. Istnieje pewien poziom społecznej akceptacji dla nielegalnych poszukiwań, w szczególności właśnie w stosunku do drobnych poszukiwaczy – ich obrońcy argumentują, że jest to sposób na wybrnięcie z ciężkiej sytuacji materialnej.

## Cele poszukiwaczy
Rabowane są zarówno miejsca niebadane przez archeologów (takie, gdzie nie są prowadzone regularne badania), jak i znane stanowiska archeologiczne. Willa Armira, stanowisko archeologiczne od 1964 roku, była obrabowana po 1990 roku. Ratiaria, gdzie wykopaliska były prowadzone do lat 80. XX wieku, jest regularnym celem wypraw nielegalnych poszukiwaczy; teren wokół dawnej rzymskiej fortecy jest określany mianem „krajobrazu księżycowego” właśnie ze względu na liczne pozostałości nielegalnych poszukiwań.